# Сагаалган

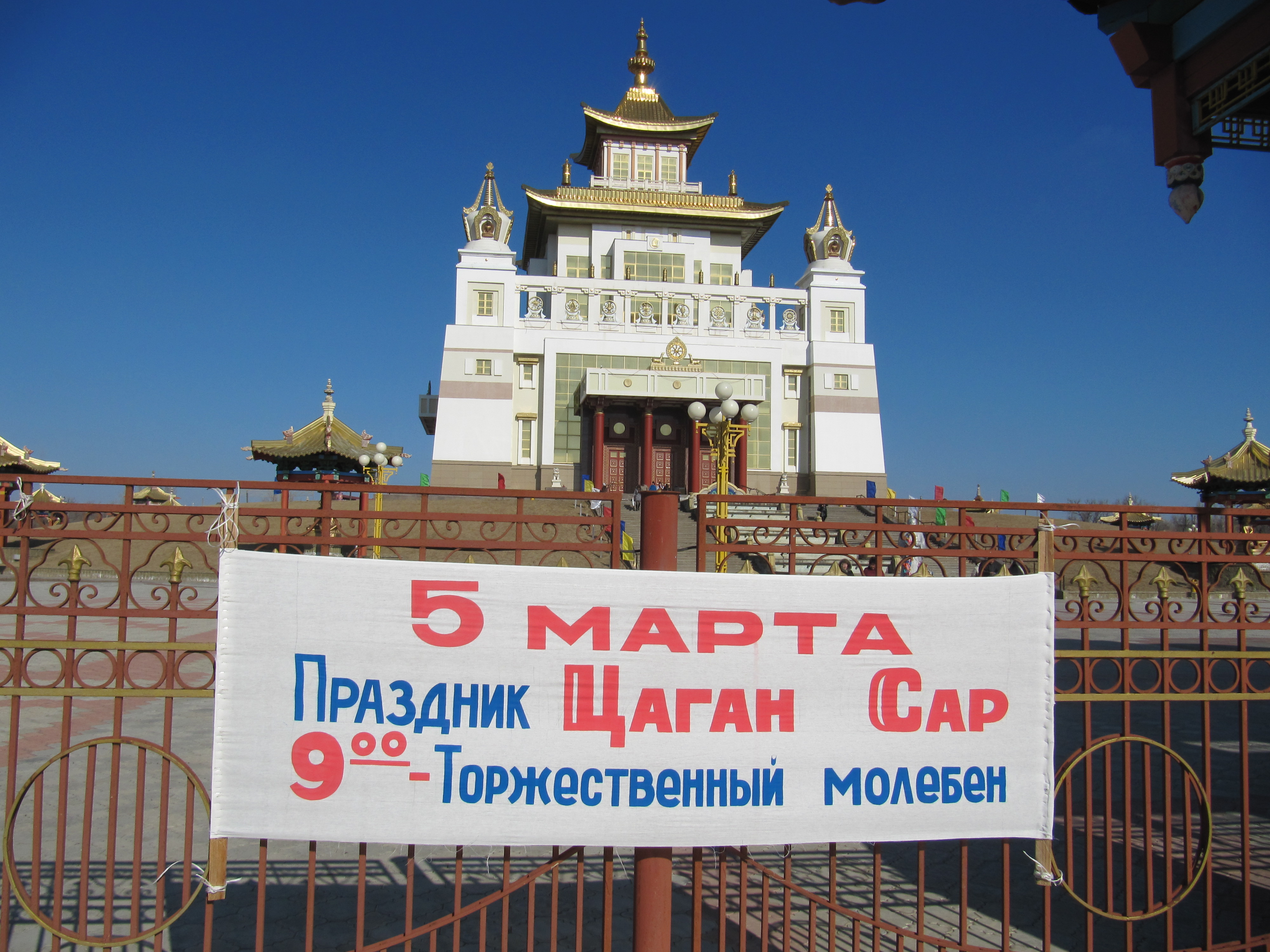

Сагаалган (інші назви — Цагалган або Цаган Сар) — одне з найвідоміших свят монголомовних народів, яке приурочується до початку Нового року за старовинним монгольським місячним календарем. Сагаалган перекладається як «Білий Місяць». Це свято білої молочної їжі, шанування старших, символ оновлення людини і природи, відвертості і чистоти помислів, надії і добрих очікувань.
У буддійській традиції святкування Нового року приходиться в різні роки на період між кінцем січня і серединою березня, на першого весняного молодика за місячним календарем. Дату зустрічі Нового року за місячним календарем щорічно обчислюють за астрологічними таблицями. Через відмінності астрологічних числень у різних країнах ці дати можуть не збігатися.
В період, що передував розповсюдженню буддизму, Сагаалган був пов'язаний з життям і побутом кочівників і відзначався під час осіннього рівнодення. В цей час закінчувалося приготування про запас молочних продуктів, які й споживали на свята. З затвердженням буддизму один із правителів — нащадків Чингисхана переніс час святкування Нового року з осені на кінець зими.
В СРСР у 1930-х роках свято було заборонено. Відродження традиції розпочалося лише в післявоєнний час. У 1990 році в російських автономіях національному святу Сагаалган було присвоєно офіційний статус народного свята.

## Традиції святкування
Перед настанням Нового року у всіх будинках проводиться особливий обряд очищення — Гутор, під час якого з будинку і з життя кожної людини «викидаються» всі невдачі і все погане, таке, що накопичилося за попередній рік. Його здійснює запрошений в будинок лама за участю всіх членів сім'ї.
Після закінчення святкової трапези залишки їжі разом з монетами, дрантям, свічкою і хадаком (особливим шарфом, який вручається гостям під час вітання як знак пошани) складають у велику чашу, куди поміщають також людиноподібну фігурку, виліплену з тіста і забарвлену в червоний колір (торма). Все разом це служить «викупом», який має примусити зло і невдачі залишити будинок. Увечері при світлі ліхтаря люди несуть ці предмети до пустиря край дороги і викидають, звертаючись до зла із словами: «Геть звідси!». Після цього вони швидко повертаються, не озираючись назад (згідно з повір'ям, якщо людина обернеться, то зло може повернутися разом з ним).
За три дні до настання свята в храмах здійснюється особливий молебень, присвячений дхармапалам — десяти божествам-захисникам Учення. Найбільше шанування серед них відплачується богині Шрі-Деві (Тибет — Балден Лхамо), яка вважається покровителькою столиці Тибету Лхаси. У її честь здійснюється окремий молебень в день, що безпосередньо передує Новому року.
Вважається, що богиня Балден Лхамо в день Нового року три рази об'їжджає землю по кругу, перевіряючи свої володіння: чи всі готово до зустрічі Нового року, чи чисто в будинку у господині, чи доглянуті діти, чи нагодована худоба. Недбайливі будуть покарані і позбавлені заступництва богині в році, що настав, гідні отримають заохочення і можуть розраховувати на її допомогу. Для отримання благословення богині рекомендується не спати всю ніч до 6 ранку, і або бути присутнім на молебнях в храмі, або удома читати мантри і робити практику. Тим, хто не спить і звертається до неї за допомогою, Балден Лхамо надасть своє заступництво і допоможе в рішенні складних питань.
Напередодні Нового року найповажніші і найшановніші лами роблять астрологічні прогнози для жителів країни на майбутній рік.
У храмі протягом всього дня і ночі проходять урочисті служби — хурали. Молебень закінчується в 6 годин ранку і настоятель поздоровляє всіх з новим роком, що настав.
Характерним елементом свята є також обряд Дугжууба, який проводиться в храмі напередодні свята (30-го числа дванадцятого місячного місяця). Це церемонія духовного очищення, що проводиться для того, щоб благополучно перейти з року старого в рік новий, позбавившись від вантажу торішніх бід, гріхів і нещасть. На цей молебень прийнято обтиратися удома шматочком тіста (тільки борошно і вода, без якихось добавок) — прокатати тісто по всій поверхні свого тіла, уявляючи при цьому, що з тіла витягується все погане: хвороби, псування, негативні емоції. Потім ці табалени — «символи зла» — потрібно кинути в ритуальне багаття, яке буде запалене у дворі храму після хуралу, — і все погане згорить в вогні.
Удома накривається святковий стіл, на якому обов'язково має бути присутньою біла їжа (молоко, сметана, сир, масло). У день, який передує святкуванню, забороняється пити спиртне і їсти м'ясну їжу. У перший день року не можна ходити в гості, його треба провести саме в колі сім'ї. Ходіння в гості, відвідини родичів дозволені з другого дня, і може продовжуватися до кінця місяця. Весь місяць вважається святковим.
Одним з головних персонажів свята Сагаалган є Сагаан Убугун — Білий Старець з Бурятії. Білий старець вшановувався як покровитель довголіття, багатства, щастя, сімейного благополуччя, продовження роду, родючості, повелитель диких звірів, людей і домашніх тварин, геніїв (духів) землі, води, владика гір, землі і води.
Вважається, що мир і благополуччя приходять з його появою, він приносить мир, спокій і рівновагу у всіх справах і починах людських тим, хто його почитав. Його образ сходить до міфів про бога — дружину Землі, покровителя родючості і довголіття. Білого Старця зображають відлюдником з палицею в руках (дотик цієї палиці дає довге життя), що сидить біля входу в печеру під персиковим деревом (персик — символ жіночого начала).
В дні Нового року також здійснюється Обряд запуску «коней вітру успіху». Кінь вітру успіху — це символ, що показує стан благополуччя людини. Прапорець із зображенням «коня вітру успіху», освячений в храмі, прив'язують до дерева або поміщають на даху оселі так, щоб він обов'язково розвівався на вітрі. Вважається, що «кінь вітру успіху» служить потужнім захистом від нещасть і хвороб, привертаючи увагу і закликаючи допомогу божеств. Його зображення також символізує побажання здоров'я, щастя і достатку в новому році всім живим істотам.
У калмиків свято називається Цаган Сар. У свято Цаган Сар калмики звуть всіх до себе на чай: рідних, сусідів, друзів. Цього дня не прийнято нічого жаліти для інших, не можна економити. Якщо діти живуть окремо, цього дня вони повинні відвідати рідну домівку і привітати старших з святом.